# Søren Bregendal
Søren Bjørrild Bregendal (født 6. september 1983) er en dansk sanger/sangskriver, instruktør, iværksætter og tidligere skuespiller og direktør for hjerteforeningen "P.S I Love You". Han startede karrieren tilbage i 1998 som forsanger i boybandet C21, der fik international berømmelse. Bregendal udgav hans debut solo single "Take The Fall" i 2007, som følge af C21's beslutning om at gå på pause året for inden. Senere samme år blev hans debut soloalbum, Life Is Simple Not Easy udgivet. 
Bregendal var fra 2012-2016 en del af boybandet Lighthouse X, og gruppen vandt i 2016 Dansk Melodi Grand Prix med sangen "Soldiers of Love". 
C21 blev i 2022 gendannet efter en pause på 17 år. 
Som skuespiller har Bregendal medvirket i danske og internationale film- og tv-produktioner som Far til fire (2005–2012), 2900 Happiness (2007–2009), Rich Kids (2007), Klassefesten (2011) og Netflix-serien Emily In Paris (2021–2022).

## Tidslinje

### 1998 – 2006: C21
I 1998 dannede Bregendal sammen sin skolekammerat Esben Duss boybandet C21, hvor gruppen til start optrådte ved skolearrangementer. Få år senere mødte Bregendal og Duus David Pepke til en af deres koncerter, og Pepke blev efterfølgende en del af gruppen. I 2002 udkom gruppens første single "Stuck in My Heart", der gik direkte ind på den danske hitliste.
I 2003 udkom gruppens selvbetitlede debutalbum som havde stor succes og nåede #9 på Hitlisten albumhitliste, og solgte guld i Danmark. Udover succesen i Danmark blev gruppen også populær i Sydøstasien og særligt Thailand, hvor singlen "Stuck In My Heart" endte på en førsteplads på den nationale airplay chart.[kilde mangler]
I 2004 udkom gruppens andet album Listen, som indeholdte singlen "All That I Want".[kilde mangler]
I starten af 2005 forlod Duus gruppen grundet forskellige uenigheder både professionelt og privat, mens Pepke og Bregendal fortsatte som duo. Samme år havde Bregendal sin skuespillerdebut, da han medvirkede i den genoplivede familiefilm-serie Far til fire fra 1960’erne i Far til fire - gi'r aldrig op!
I 2006 annoncerede Bregendal og Pepke at C21 var blevet opløst, da begge parter ikke længere havde lysten til at fortsætte. Samme år gentog Bregendal sin rolle som storesøster Søs’ kæreste, Peter, i Far til fire-efterfølgeren Far til fire - i stor stil. Samme år medvirkede han også i Christina Rosendahls ungdoms-komedie-drama; Supervoksen.

### 2007 – 2012: Solokarriere og skuespil
I 2007 spillede Bregendal en af flere hovedroller i Rune Bendixens ungdomsdrama Rich Kids. Til trods for stor opmærksomhed, modtog filmen overvejende negative anmeldelser, hvor bl.a. Bregendals rolle som den priviligerede og prætentiøse rigmandssøn, Marc, blev fremhævet. Samme år fik han rollen som den charmende Hellerup-dreng Simon i TV3s dramaserie 2900 Happiness. Serien fik i alt 3 sæsoner.
Efter bruddet med C21 annoncerede Bregendal sin solokarriere i 2007. Hans første solo udgivelse var med sangen “Take The Fall” der var den første ud af to singler til at promovere hans debut soloalbum Life Is Simple Not Easy (2007). Sangen “Take The Fall” formåede ikke at indtage en placeringen på hitlisten, men fandt derimod succes på den danske Base Chart Liste som nr. 18, herefter udgav Bregendal anden og sidste single “Every Breath I Take”, som ligeledes også chartede på Base Chart Listen her som nr. 31. Life Is Simple Not Easy opnåede hverken en plads på Hitlisten eller nogen andre steder og albummet modtog 2 ud af 6 stjerner af GAFFA.
I 2008 medvirkede Bregendal i TV 2s dansekonkurrence Vild med Dans, hvor han dansede med den professionelle danser Ashli Williamson. Bregendal var blandt bookmakernes favoritter til at vinde konkurrencen, men han og hans dansepartner blev stemt ud i programmets fjerde uge og endte dermed på 8. pladsen. Samme år spillede Bregendal igen rollen som Peter i tredje installation af Far til fire - på hjemmebane. Bregendal vandt i 2008 Boogie prisen i kategorien Årets Kys for en scene i Rich Kids sammen med Benjami Lorentzen. Han var også nomineret til prisen Årets Danske Idol. Samme år udgav Bregendal og DJ’en Brian Ego i et samarbejde en remixed version af sangen “Electric Eyes”. Sangen peakede som nr. 9 på Dance Chart Listen, dette er Bregendals højeste placering som solokunstner til dato. Bregendal blev senere dette år droppet af Warner Music, da hverken singlerne eller solo albummet opnåede den forventede succes. Senere dette år medvirkede Bregendal med fire sange på soundtracket til ungdomsserien 2900 Happiness som Bregendal også spillede med i.
I 2010 Bregendal spillede med i Far til fire - på japansk, og samme år fik han hovedrollen i den Reumertvindende musical High School Musical 2.
I 2011 spillede han med i Far til fire - tilbage til naturen, og senere samme år i Klassefesten, som parterapeuten Carsten.
I 2012 spillede han rollen som Peter i Far til fire - til søs. I 2012 indgik Bregendal et samarbejde med en gruppe danske DJ's, herunder med duoen Aba & Simonsen, om at udgive en række singler i 2012 og herefter et planlagt album i 2013, singlen “Lader Mig Falde” var den første single fra albummet og singlen peakede på Dance Chart Listen som nr. 10. Albummet blev aldrig udgivet og projektet blev droppet.
Bregendal medvirkede samme år på Fødelsdagshjælpens All Stars sang “Din Dag”, der indeholdte vokaler fra andre danske sangere og sangerinder så som Sanne Salomonsen, Peter Belli, Julie Berthelsen og Thomas Buttenschøn.

### 2012 – 2020: Lighthouse X, Dansk Melodi Grand Prix og fundraising
I 2012 dannede Bregendal musikgruppen Lighthouse X sammen med Martin Skriver og Johannes Nymark. Gruppen blev dannet med det formål at “gøre en forskel” og gruppen arbejdede sammen med tre NGO’er, der havde relevans i forhold til medlemmernes baggrund og opvækst.
I 2013 valgte Bregendal at pensionere sig selv som skuespiller.
Bregendal har arbejdet for Børns Vilkår og har været ambassadør siden 2013 for børnehjælpsdagen
I forbindelse TV3's indsamlingsshow Børneindsamlingen optrådte Bregendal sammen med Lighthouse X for at samle penge ind til fattige børn i Afrika.
I 2015 udgav Lighthouse X EP'en Lighthouse X – EP. 
Senere samme år annoncerede gruppen at de ville deltage i Dansk Melodi Grand Prix 2016 med sangen "Soldiers of Love". Sangen var komponeret i samarbejde med Sebastian F. Ovens, Daniel Lund Jørgensen og Katrine Klith Andersen.
Den 13. februar 2016 vandt Lighthouse X det Danske Melodi Grand Prix, hvor de modtog flest seerstemmer. Gruppen skulle herefter repræsentere Danmark ved Eurovison Song Contest, som blev afholdt i maj samme år i Stockholm. Den 12. maj 2016 deltog gruppen i Eurovisions anden semifinale, men opnåede kun en 13. plads ud af de 18 deltagende nationer, og var dermed ikke blandt de 10 lande, der gik videre til finalen.
Kort efter annoncerede Bregendal, Nymark og Skriver på Lighthouse X’s Facebook-side, at gruppen ville gå hver til sit. De annoncerede samtidig at gruppens sidste koncert ville finde sted d. 17. august 2016 til Copenhagen Pride.
Bregendahl var i 2015-2016 ambassadør for organisationen ‘Børn, Unge og Sorg’, som han indgik samarbejde med under hans tid som medlem i gruppen Lighthouse X, grundet sine egne oplevelse med angst og OCD som ung. Bregendal stiftede i 2016 foreningen ‘P.S. I Love You’ der var en del af hjerteforeningen, her sad han som kreativ direktør fra 2016 til 2020.
I 2018 blev Bregendal udvalgt til at være vært sammen med Rushy Rashid for indsamlingsshowet PULS som blev sendt på DK4. Programmet blev sendt i samarbejde med Hjerteforeningen, som Bregendal også er ambassadør for. Bregendal har siden 2018 været medejer af IT-virksomheden "Talk Flow" sammen med Anna Fast Nilsson.
Samme år udgav Søren Bregendal i samarbejde med NORD Magasinet en miniserie sammen med Johanne Mosgaard under navnet Veganske Hverdagsretter via NORD Magasinet's YouTube kanal. Formålet ved dette var at give ideer og oplevelser med vegansk mad. Der blev i alt produceret 6 episoder, hvor Bregendal medvirkede i alle.
I 2020 fik P.S I Love You bygget deres første såkaldte “hjertehjem”, til brug for personer med hjerteproblemer i forbindelse med Rigshospitalet, men den 18. august 2020 besluttede Hjerteforeningen at lukke P.S I Love You samt at opsige Bregendal. Projektet, der i offentligheden var blevet kritiseret for at være uvidenskabeligt samt for at promovere alternative behandlinger, skulle have løbet frem til 2023.

### 2021 – nu: Skuespilscomeback og C21-reunion
I 2021 vendte Bregendal tilbage som skuespiller, da han medvirkede i anden sæson af Netflix-serien Emily in Paris, som den hollandske fotograf Erik DeGroot. Bregendal, som ikke havde spillet skuespil siden 2012, fik i starten af 2021 lyst til at vende tilbage til branchen, og kontaktede sine tidligere agenter og sit tidligere bureau, Panorama. Bregendal blev efterfølgende castet til rollen og deltog i optagelser til serien i Paris. Han gentog sin rolle i tredje sæson af serien i 2022.
I 2022 blev Bregendal ansat hos gastronom Camilla Plums planteskole og café, Fuglebjerggaard i Nordsjælland. Senere samme år fik han producentdebut med to kortfilm Love Hurts og Kentaur, som han selv også medvirkede i.
I august 2023 offentliggjorde Bregendal og David Pepke at C21 var blevet gendannet og at en EP med nyt materiale var under produktion. Den 15. september 2023 udgav C21 udgav deres første single i 17 år med titlen “Tricks”, efterfulgt af singlerne “Here’s to Life”, “One of Us Is Lonely” og “Family”. Den 19. april 2024 udkom gruppens første album i 20 år, STAY POP pt. 1.
C21 udgav deres fjerde studiealbum, STAY POP pt. 2, den 28. marts 2025. Albummet opnåede en placering som nr. 73, på iTunes Top 100 DK og indeholder singlerne “Wrap Your Arms Around Me”, “Live a Lie”, “Never Gone” og “Rocky”.

## Privatliv
Bregendal bor i Charlottenlund.
Bregendal udtalte i 2012, at han er veganer. Han uddybede at han som barn led af svær allergi og generel gentagen dårligdom, og at det først var ved indførelsen af en vegetarisk og siden hen vegansk livsstil, at han fik et bedre helbred.
Bregendal fortalte i et interview med Se & Hør fra 2011 at han i sine unge år havde kæmpet med både depressioner og tvangstanker, og har bl.a. været indlagt op til flere gange.

## Hæder
| År   | Pris                           | Noter | Resultat  |
| 2008 | Årets Kys                      | Kyssescenen mellem Mark (Bregendal) og Franz (Benjamin Lorentzen) i ungdomsfilmen Rich Kids (2007)                                     | Vundet    |
| 2008 | Årets Idol                     | For sine roller i 2900 Happiness, Rich Kids og Far til Fire: Generation 6. Samt for sin musikalske karriere som solo kunstner og i C21 | Nomineret |
| 2013 | Udnævnelse af Ambassadør titel | Udnævnt til ambassadør for organisationen Børn, Unge og Sorg                                                                           | Vundet    |
| 2014 | Årets Antipris                 | Dårligdommerne pris for Bregendals medvirken som Marc i filmen Rich Kids fra 2007.                                                     | Vundet    |

## Diskografi
| Solo - Life Is Simple Not Easy (2007) | med C21 - C21 (2003) - Listen (2004) - STAY POP pt. 1 (2024) - STAY POP pt. 2 (2025) med Lighthouse X - Lighthouse X (2015) |

## Turnéer
| Solo - Life Is Simple Not Easy Tour (2007–2008) | med C21 - C21 Tour (2003–2004) - Listen Tour (2005) - Boy Band Tour med Blue (band) og Boyslife (2024) med Lighthouse X - Lighthouse X Live (2012–2016) |

## Filmografi

### Film
| År   | Titel                              | Rolle   |
| 2005 | Far til fire - gi'r aldrig op!     | Peter   |
| 2006 | Supervoksen                        | Rasmus  |
| 2006 | Far til fire - i stor stil         | Peter   |
| 2007 | Rich Kids                          | Marc    |
| 2008 | Far til fire - på hjemmebane       | Peter   |
| 2010 | Far til fire - på japansk          | Peter   |
| 2011 | Far til fire - tilbage til naturen | Peter   |
| 2011 | Klassefesten                       | Carsten |
| 2012 | Far til fire - til søs             | Peter   |
| 2022 | Love Hurts                         | Zeus    |
| 2022 | Kentaur                            | Zeus    |

### Teater
| År   | Titel                               | Rolle       |
| 2010 | High School Musical 2 - The Musical | Troy Bolton |

### Tv
| År        | Titel               | Rolle           | Antal episoder |
| 2007–2009 | 2900 Happiness      | Simon Henriksen | 132 episoder   |
| 2009      | Gepetto News        | Lovy Clean-vært | 2 episoder     |
| 2021–2022 | Emily in Paris (en) | Erik DeGroot    | 9 episoder     |